# Laatste Stuiverbrug
De Laatste Stuiverbrug is een historische ophaalbrug in de stad Sneek. De brug heeft sinds 1989 de status van rijksmonument.

## Locatie en ontwerp
De Laatste Stuiverbrug overkruist de Zwette tussen de Looxmagracht en de 2e Oosterkade. Het ontwerp van de huidige brug, anno 1887, is van J.Ph. Hogendijk. Hij ontwierp de brug als onderdeel van een serie van 10 gietijzeren bruggen. In de jaren 60 van de twintigste eeuw zijn deze karakteristieke bruggen gesloopt, om plaats te maken voor moderne varianten of vaste oeververbindingen. De oude bruggen zouden het toenemende verkeersaanbod niet kunnen verwerken en waren te kostbaar in onderhoud. De Laatste Stuiverbrug bleef behouden vanwege de beperkte hoeveelheid verkeer over de brug.
Voorheen stond op deze plaats een draaibrug. Deze brug werd in 1661 gebouwd onder de naam Minse-brug. De brug was nodig omdat op de Steenklip puin en grind werd opgeslagen voor het jaagpad langs de Zwette. Het pad begint bij de Laatste Stuiverbrug en loopt langs de rivier naar Leeuwarden.

## Naamgeving
In 1797 werd de naam van de brug gewijzigd in Laatste Stuiverbrug. De brug draagt deze naam waarschijnlijk omdat dit de laatste brug was waar schippers een stuiver bruggeld moesten betalen om de stad Sneek binnen te varen. De brug was toentertijd het enige obstakel om per schip vanaf de stadsgracht (tegenwoordig Prins Hendrikkade) op de Leeuwardertrekvaart (nu Zwette geheten) te komen. Historici beweren echter dat de naam ook afkomstig kan zijn van een herberg die naast de brug stond. De schippers zouden hier hun laatste stuiver kunnen uitgeven en de herberg zou De Laatste Stuiver worden genoemd. De herberg heeft niet lang bestaan en deze theorie kan hierdoor niet worden bevestigd.

## Personeel
De brug werd na oplevering gepacht door brugwachter Uilke Boelens. Boelens was in 1864 de eerste brugwachter op de brug. Hij pachtte de brug en het bijbehorende brugwachtershuisje voor een periode van 3 jaar en een bedrag van 233 gulden per jaar. Boelens vroeg bruggeld naar gewicht van het schip. Een schip met 20 ton moest 3 cent betalen, een schip met een lading van 60 ton betaalde 20 cent. Na Boelens werd het huis en de brug verpacht aan de heer Westra (voor 409 gulden per jaar). De laatste brugwachter was de heer Nieuwenhuis. De functie van brugwachter verviel als gevolg van de aanleg van een vaste brug in de Goeman Borgesiuslaan. Het onderhoud van de brug is handen van de gemeente Súdwest-Fryslân.

## Renovatie
De conditie van de brug was niet altijd goed. De landhoofden van de brug verzakten regelmatig, waardoor het brugdek klem kwam te zitten. In 1965 werd een extra juk onder het val aangebracht om dit probleem op te lossen. In de jaren hierna werden de verzakte landhoofden en het hulpjuk verwijderd. De middelste landliggers van de val moesten bovendien verzwaard worden en ook de hemeipoort, balans, hekwerken, aanbrug en remmingswerken werden opgeknapt. De kosten van deze opknapbeurt bedroegen 400.000 gulden. In 1996 werd de brug nogmaals gerenoveerd. Hierbij kreeg de brug een nieuwe onderbouw en leuningen en ging de hele bovenbouw eraf. Hierbij werd de brug in de oude stijl uit de jaren vijftig teruggebracht.

## Gebruik
De brug wordt slechts 150 maal per jaar geopend voor scheepvaartverkeer. Na de opening moest de brug worden bediend met een touwtakel, later kwam aan de linkerpoot van de brug een kabellier. Deze wordt nog altijd gebruik bij het openen van de brug. Hierbij worden zowel de brug als de slagbomen altijd handmatig bediend.

## Trivia
- De brug maakt deel uit van de route van de Elfstedentocht.
- Naast de brug staat het Leeuwarder Veerhuis, tevens rijksmonument.